# Carmine Gallone

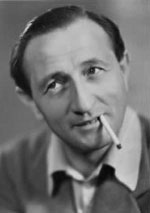
Carmine Gallone

Carmelo Carmine Gallone (* 10. September 1886 in Taggia, Provinz Imperia; † 4. April 1973 in Frascati) war ein italienischer Filmregisseur.

## Leben
Carmine Gallone begann seine berufliche Laufbahn 1911 als Autor und Übersetzer am Teatro Argentina in Rom. 1913 kam er als Regisseur zum Film und etablierte sich 1914 bei der Filmproduktionsgesellschaft Cines. In vielen seiner frühen Filme spielte die bedeutende italienische Stummfilmdarstellerin Lyda Borelli (1884–1959) die weibliche Hauptrolle.
Seit 1927 arbeitete Carmine Gallone in erheblichem Umfang auch im europäischen Ausland, etwa in Frankreich, Großbritannien, Ungarn, Österreich und Deutschland. Nachdem er 1927 für die Berliner Lothar Stark GmbH den Film Die Stadt der tausend Freuden gedreht hatte, inszenierte er für die Erda-Film GmbH im folgenden Jahr den Olga-Tschechowa-Film Liebeshölle und den Liane-Haid-Film Schiff in Not S. O. S. 1929 folgte Das Land ohne Frauen mit Elga Brink und Mathias Wieman. Gallones erster Tonfilm war eine deutsch-britische Koproduktion, Neapel – Die singende Stadt (1930), die – wie in dieser Zeit üblich – in zwei verschiedenen Sprachversionen gedreht wurde. Neben Brigitte Helm trat darin erstmals Jan Kiepura auf, den Gallone mit diesem Film als neuen europäischen Gesangsstar etablieren konnte.
Auch nach dem nationalsozialistischen Regierungsantritt 1933 setzte Gallone seine Arbeit für deutsche Filmproduktionsunternehmen fort. 1934 inszenierte er mit Jan Kiepura und Marta Eggerth für Arnold Pressburgers Cine-Allianz Tonfilm den Musikfilm Mein Herz ruft nach dir, der von der Filmprüfstelle das Prädikat Wertvoll erhielt. Ein Jahr später drehte er mit Paul Hörbiger und Sybille Schmitz das Lustspiel Wenn die Musik nicht wär’ (1935). In der deutsch-italienischen Koproduktion Mutterlied (1937) arbeitete Gallone erstmals mit dem Tenor Beniamino Gigli zusammen. Gigli spielt darin einen Bühnensänger, in dessen Privatleben opernhafte Dramatik einzieht, als er eine Frau mit Vergangenheit heiratet. Der nächste Film mit Gigli – Dir gehört mein Herz (1938) – war ein Verwechslungslustspiel um einen Star-Tenor, der inkognito einen ungestörten Urlaub auf dem Land zu verbringen versucht. Gallones vorläufig letzte Arbeit für eine deutsche Produktionsfirma war die italienisch-deutsche Koproduktion Die Premiere der Butterfly (1939) mit der moldauisch-österreichischen Sopranistin Maria Cebotari in der Titelrolle. Im Gegensatz zu vielen anderen seiner Kollegen hat Carmine Gallone im NS-Deutschland keine Propagandafilme gedreht.
Nachdem er sich als Regisseur aufwändiger Monumental- und Kostümfilme wie Gli ultimi giorni di Pompeii (1926), E lucevan le stelle und Casta Diva (beide 1935) empfohlen hatte – zu Recht wird er häufig mit Cecil B. DeMille verglichen –, wurde Gallone 1936 für die Inszenierung von Mussolinis Staatsauftragsfilms Scipione l’africano ausgewählt. Dieser patriotische Heldenfilm aus der Zeit der Punischen Kriege, dessen Hauptrollen Annibale Ninchi und Camillo Pilotto übernahmen, war der teuerste Film, der im faschistischen Italien produziert wurde. Gallones eigentliches Markenzeichen waren jedoch Opernfilme und Musikerbiografien wie Giuseppe Verdi (1938), Premiere der Butterfly (1939), Manon Lescaut und der Mozart-Film Melodie eterne (beide 1940).
Um sich von dem Propagandafilm Scipione l’africano zu distanzieren, inszenierte Carmine Gallone nach Kriegsende den großen antifaschistischen Film Avanti a lui tremava tutta Roma (1946) mit Tito Gobbi und Anna Magnani in den Hauptrollen. Daneben drehte er weiter Opernfilme wie Rigoletto (1946), Addio Mimí, La signora dalle camelie (beide 1947), La leggenda di Faust (1948), Il trovatore (1949), Puccini (1952), Cavalleria rusticana (1953), Madama Butterfly (1954) Tosca (1956) und Carmen di Trastevere (1963). Anders als später Franco Zeffirelli, der für seine Opernfilme Sänger vor die Kamera holte, besetzte Gallone die Hauptrollen meist mit Schauspielern, die dann in den Gesangspartien eine Synchronstimme erhielten. Zu hören – und manchmal auch zu sehen – waren in Gallones Nachkriegsfilmen u. a. Nerio Bernardi, Giuseppe Campora, Maria Caniglia, Franco Corelli, Tito Gobbi, Caterina Mancini, Orietta Moscucci, Lina Pagliughi, Franca Sacchi, Antonio Salvarezza und Italo Tajo. Neben einigen weiteren Kostüm- und Monumentalfilmen (Der Kurier des Zaren, 1956, mit Curd Jürgens; Karthago in Flammen, 1960) drehte er in zunehmendem Umfang auch Kassenschlager wie etwa zwei Spielfilme aus der sechsteiligen „Don-Camillo“-Serie mit Fernandel und Gino Cervi.
Carmine Gallone war seit den 1910er Jahren mit der polnischen Schauspielerin Stanislawa Winaver (Soava Gallone, 1880–1957) verheiratet, die auch in vielen seiner frühen Filme erschien.

## Filmografie
- 1913: Il romanzo
- 1913: Il bacio di Cirano
- 1914: Turbine d’odio
- 1914: Povera Leda… (Kurzfilm)
- 1914: La donna nuda (auch Drehbuch)
- 1915: Senza colpa
- 1915: Sempre nel cor la patria
- 1915: Fior di male
- 1915: Il bosco sacro
- 1915: Avatar
- 1915: La marcia nuziale (auch Drehbuch)
- 1916: La falena (auch Drehbuch)
- 1917: La storia di un peccato
- 1917: La storia dei tredici
- 1917: Malombra
- 1919: Redenzione
- 1919: Maman poupée
- 1920: Amleto e il suo clown
- 1920: Nemesis
- 1921: Il mare di Napoli
- 1922: La tormenta
- 1922: S.E. l’ambasciatrice
- 1922: Marcella
- 1923: I volti dell’amore
- 1924: Il corsaro
- 1925: La cavalcata ardente
- 1926: Gli ultimi giorni di Pompeii
- 1927: Celle qui domine
- 1927: Die Stadt der tausend Freuden
- 1928: Marter der Liebe
- 1928: S.O.S. Schiff in Not  (auch Drehbuch)
- 1929: Das Land ohne Frauen
- 1930: Die singende Stadt
- 1931: City of Song (englische Version von Die singende Stadt)
- 1931: Ma cousine de Varsovie (französische Version von Meine Cousine aus Warschau)
- 1931: Eine Razzia in Paris (Un soir de rafle)
- 1932: Ich liebe Dich (Un fils d’Amérique)
- 1932: Le chant du marin
- 1932: Le roi des palaces
- 1933: Ein Mädel aus Wien (Going Gay)
- 1933: For Love of You
- 1934: Du bist für mich die schönste Frau (Two Hearts in Waltz Time)
- 1934: Mein Herz ruft nach dir
- 1934: Mon cœur t’appelle (französische Version von Mein Herz ruft nach dir)
- 1934: My Heart Is Calling (englische Version von Mein Herz ruft nach dir)
- 1935: Wenn die Musik nicht wär'
- 1935: E lucevan le stelle
- 1935: Bezaubernde Augen (Casta diva)
- 1935: The Divine Spark (englische Version von Casta diva)
- 1936: Im Sonnenschein (Opernring)
- 1937: Manege
- 1937: Stimme des Blutes
- 1937: Cristoforo Colombo
- 1937: Karthagos Fall (Scipione l’Africano)
- 1938: Mutterlied (Solo per te)
- 1938: Drei Frauen um Verdi (Giuseppe Verdi)
- 1938: Dir gehört mein Herz
- 1939: Das Abenteuer geht weiter
- 1939: Jede Frau hat ein süßes Geheimnis
- 1939: Marionette
- 1939: Premiere der Butterfly (Il sogno di Butterfly)
- 1940: Troppo tardi t’ho conosciuta
- 1940: Manon Lescaut
- 1940: Oltre l’amore
- 1940: Melodie der Liebe (Amami, Alfredo!)
- 1940: Melodie eterne
- 1941: Mädchen in Not (L’amante segreta)
- 1941: Primo amore
- 1942: Odessa in Flammen (Odessa in fiamme)
- 1942: Regina di Navarra
- 1942: Heimatlos (Le due orfanelle)
- 1943: Knock-out (Harlem)
- 1943: Tristi amori
- 1945: Il canto della vita
- 1946: Rigoletto
- 1946: Biraghin
- 1946: Avanti a lui tremava tutta Roma
- 1947: Ihre wunderbare Lüge (Addio Mimí!)
- 1947: La Traviata (La signora dalle camelie (La traviata))
- 1948: La leggenda di Faust
- 1949: La forza del destino
- 1949: Der Troubadour (Il trovatore)
- 1950: Nacht-Taxi (Taxi di notte)
- 1951: Messalina
- 1952: Wir tanzen auf dem Regenbogen (Senza veli)
- 1953: Puccini – Liebling der Frauen (Puccini)
- 1953: Sizilianische Leidenschaft (Cavalleria rusticana)
- 1954: Die Tochter der Mata Hari (La figlia di Mata Hari)
- 1954: Casa Ricordi
- 1954: Madame Butterfly
- 1955: Die große Schlacht des Don Camillo (Don Camillo e l’onorevole Peppone)
- 1955: Liebe in Moll (Casta diva)
- 1956: Tosca
- 1956: Der Kurier des Zaren (Michele Strogoff)
- 1958: Polikuschka
- 1960: Karthago in Flammen (Cartagine in fiamme)
- 1961: Hochwürden Don Camillo (Don Camillo monsignore… ma non troppo)
- 1962: La monaca di Monza
- 1963: Carmen 63 (Carmen di Trastevere)